# Dehydrogenaza IMP

IMP - substrat

XMP - produkt reakcji

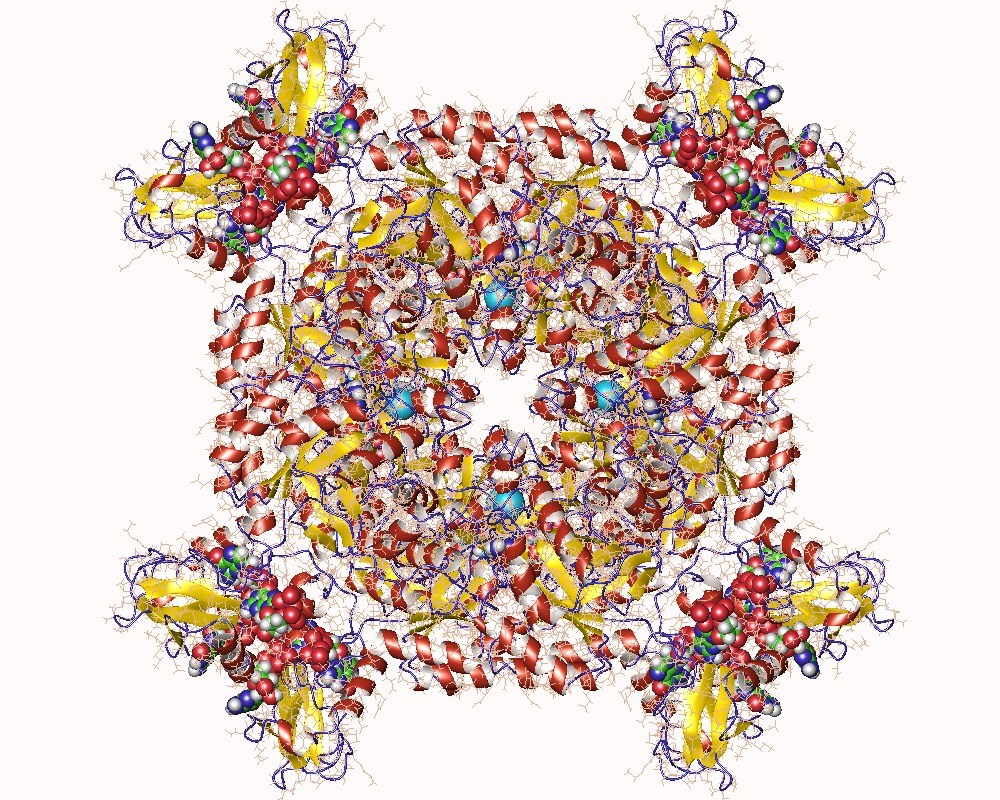
Dehydrogenaza IMP, Eremothecium gossypii

Dehydrogenaza IMP – enzym z I klasy (oksydoreduktazy) o numerze EC 1.1.1.205 uczestniczący w przemianach nukleotydów purynowych.
Katalizuje on reakcję utlenienia, a dokładniej wprowadzenia atomu tlenu do cząsteczki inozynomonofosforanu (IMP, monofosforan inozyny). Wykorzystuje on do tego cząsteczkę wody oraz dinukleotydu nikotynoamidoadeninowego (NAD+) jako akceptora równoważników redukcyjnych. W rezultacie powstaje oprócz NADH ksantozynomonofosforan (monofosforan ksantozyny, XMP). Związek ten służy do produkcji guanozynomonofosforanu (monofosforanu guanozyny, GMP). Reakcja ta hamowana jest przez GMP (zwrotnie) oraz kwas mykofenolowy.